# Averti addosso
Averti addosso è un mini LP del cantautore italiano Gino Paoli, pubblicato dalla Five Record nel 1984.

## Tracce
1. Averti addosso
2. Io so perché l'amore
3. Il cielo in una stanza
4. Genova non è la mia città

## Formazione
- Gino Paoli – voce
- Adriano Pennino – tastiera, pianoforte
- Vito Mercurio – basso
- Dario Picone – tastiera, pianoforte
- Franco Giacoia – chitarra elettrica
- Vittorio Riva – batteria
- Rosario Jermano – percussioni
- Robert Fix – sax